# Rubagón
El Rubagón es un río que discurre íntegramente por la provincia de Palencia, en la parte oriental de la Montaña Palentina, en España.

## Recorrido
El Rubagón nace en la Sierra de Híjar, entre los picos El Cueto y Valdecebollas, y atraviesa las localidades de Brañosera, Barruelo de Santullán, Porquera de Santullán, Cillamayor, Villavega de Aguilar y Nestar, antes de diluirse en el Camesa cerca de Quintanilla de las Torres.
Es rico en truchas, y está catalogado como coto de pesca entre su nacimiento y la localidad de Barruelo de Santullán.

## Etimología
Rubag es una palabra de origen celta que significa "rojo", por lo que se atribuye su nombre al color de sus aguas, que atraviesan un terreno con alto contenido de mineral de hierro, y en época de deshielo o después de grandes lluvias dan este color al río.

## Historia
Se estima que la cuenca del Rubagón ha sido poblada habitualmente desde la Edad del Hierro, quedando está incluida en el territorio de la Cantabria conquistada por las legiones romanas durante las guerras cántabras. Posteriormente, fue una de las primeras zonas en repoblarse a partir del siglo III, siendo considerado Brañosera el primer ayuntamiento de España. En el siglo XIX se descubrieron en la cuenca del Rubagón, entre Barruelo y Orbó, los primeros yacimientos carboníferos de la cuenca minera palentina, que marcaron la economía y la demografía de la zona.